# Fluitconcert (Penderecki)
Krzysztof Penderecki voltooide zijn Concert voor dwarsfluit en kamerorkest in 1992.
Penderecki schreef het werk voor het jaarlijkse kamermuziekfestival in Lausanne. Hij kon zo rekenen op een fameuze solist en begeleiding. Het orkest dat de optredens in Lausanne verzorgt wordt samengesteld uit de beste musici ter wereld op dat moment. Op 11 januari 1993 was het dan ook Jean-Pierre Rampal die als solist optrad met dat orkest onder leiding van de componist. De componist moest zich bij het componeren enigszins inhouden, want bij concerto’s geschreven voor blazers moet rekening gehouden worden met de duur en begeleiding. De vermoeidheid optredende binnen het embouchure van de blazer zorgt voor een beperkte duur, de geringe mate van krachtige dynamiek beperkt de mogelijkheid van begeleiding.
De muziek doet voor Penderecki traditioneel aan, hij maakt een ommezwaai van modern klassieke muziek naar behoudender repertoire. Het fluitconcert van in de laatste categorie; De fluitpartij is niet gezet tegenover het orkest, maar de fluitist maakt deel uit van het geheel. Opvallend aan het werk is, dat niet de solist begint, doch de klarinettist. Het werk kreeg vijf delen:
- Andante
- Piu animato
- Andante
- Allegro con brio
- Vivo

Orkestratie:
De componist noteerde toch voor een vrij uitgebreid orkest, maar hield de orkestratie dun:
- 2 dwarsfluiten (2 ook piccolo, 2 hobo’s (2 ook althobo), 2 klarinetten (2 ook basklarinet), 2 fagotten (2 ook contrafagot)
- 2 hoorns, 2 trompetten
- 2 man/vrouw percussie, celesta
- violen, altviolen, celli, contrabassen

In 1995 schreef de componist een versie als zijnde een klarinetconcert, die op 7 maart 1996 in première ging in Praag ter gelegenheid van de 100-jarige Tsjechische Filharmonie.